# Рейнольдс, Скотти
Скотти Рейнольдс (англ. Scottie Reynolds; род. 10 октября 1987, Хантсвилл, штат Алабама, США) — американский профессиональный баскетболист, играющий на позициях разыгрывающего защитника и атакующего защитника.

## Карьера
Учась в старшей школе, Скотти с самого начала выходил в основе школьной команды, а в последний год обучения вывел её в финал чемпионата штата, набирая в среднем 40 очков за игру. В то время он считался лучшим игроком севера США в своей возрастной категории со времён 3-го номера драфта НБА 1994 года Гранта Хилла.
Окончив школу, Рейнольдс остался в том же штате, чтобы учиться в университете Вилланова. Скотти стал одним из лучших игроков истории колледжа, отстав лишь на 21 очко от лучшего снайпера в истории университета. Всего на его счету было 2 222 очка, 472 передачи и 203 перехвата за 4 года учёбы. Рейнольдс вошёл в символическую студенческую пятёрку, составляемую из игроков по всему США, но при этом стал первым за почти 35 лет игроком из этой сборной, который не был выбран на драфте НБА.
В августе 2010 года Рейнольдс стал игроком «Вероли».

## Достижения
- Бронзовый призёр Единой лиги ВТБ: 2017/2018
- Бронзовый призёр чемпионата России: 2017/2018